# Terraform
Terraform es el segundo LP lanzado comercialmente por Shellac (entremedio existió un LP regalado a los amigos de la banda, llamado The Futurist). Fue lanzado el 10 de febrero de 1998, bajo Touch and Go Records, aunque fue grabado dos años antes. La carátula del álbum presenta unas especies de aeronaves en el espacio exterior, con un planeta, aparentemente la Tierra, de fondo.

## Lista de canciones
Todas las canciones escritas por Shellac.
1. "Didn't We Deserve a Look at You the Way You Really Are" - 12:19
2. "This Is A Picture" - 2:30
3. "Disgrace" - 2:41
4. "Mouthpiece" - 4:44
5. "Canada" - 2:21
6. "Rush Job" - 2:17
7. "House Full of Garbage" - 7:36
8. "Copper" - 1:48

## Créditos
- Steve Albini - guitarra, voz
- Robert S. Weston IV - bajo, segunda voz/coros
- Todd Trainer - batería

### Dibujo de la carátula
- Courtesy Estate of Chesley Bonestell
- Space Art Museum
- Smithsonian Institution